# Franc Bogovič
Franc Bogovič (ur. 2 lutego 1963 w Senovie) – słoweński polityk, minister, przewodniczący Słoweńskiej Partii Ludowej (SLS), poseł do Parlamentu Europejskiego VIII i IX kadencji.

## Życiorys
W 1984 ukończył nauki rolnicze na Uniwersytecie Mariborskim. Do 1990 był dyrektorem agrokombinatu w Kršku, później do 1998 prowadził własną działalność gospodarczą. Od 1986 związany z administracją lokalną w Koprivnicy. Od 1996 do 1998 był przewodniczącym rady gminy Krško, następnie objął w niej urząd burmistrza. W 2008 i 2011 wybierany do Zgromadzenia Państwowego z listy Słoweńskiej Partii Ludowej. Był wiceprzewodniczącym tej izby parlamentu. W lutym 2012 został ministrem rolnictwa i ochrony środowiska w drugim rządzie Janeza Janšy. Urząd ten sprawował do marca 2013. W tym samym roku zastąpił Radovana Žerjava na stanowisku przewodniczącego SLS. W wyborach europejskich w 2014 uzyskał mandat eurodeputowanego VIII kadencji. Kierowana przez niego partia nie przekroczyła progu wyborczego w wyborach krajowych w 2014. Franc Bogovič utracił w tym samym roku przywództwo w SLS. W 2019 ponownie został wybrany na eurodeputowanego (z ramienia koalicji SDS-SLS).